# Clairemarie Osta
Clairemarie Osta (Nizza, 10 luglio 1970) è un ballerina francese, danseuse étoile del balletto dell'Opéra di Parigi dal 2002 al 2012.

## Biografia
Clairemarie Osta ha cominciato a danzare all'età di cinque anni e ha svolto i primi studi al Conservatorio di Nizza e al Conservatoire national supérieur de musique et de danse de Paris. Dopo essersi perfezionata per un anno alla scuola di danza dell'Opéra di Parigi, nel 1988 si è unita al corps de ballet della compagnia e nel 1994 ha vinto il terzo premio al Concorso internazionale di balletto di Varna.
Nel 2002 è stata proclamata danseuse étoile della compagnia dopo una rappresentazione di Paquita. Nei suoi venticinque anni con il balletto dell'Opéra di Parigi ha danzato alcuni dei maggiori ruoli femminili del repertorio, tra cui Kitri in Don Chisciotte, Swanilda in Coppélia, Clara ne Lo schiaccianoci, Aurora ne La bella addormentata, Nikiya e Gamzatti ne La Bayadère, Tersicore nell'Apollon Musagète, Effie ne La Sylphide, Clémence in Raymonda, Esmeralda in Notre-Dame de Paris e l'eponime protagoniste di Cenerentola e Giselle.
Nel 2012 ha dato l'addio alle scene danzando Manon ne L'Histoire de Manon con le coreografie di Kenneth MacMillan. Dal 2013 al 2014 è stata direttrice di studi coreografici al Conservatoire di Parigi.
È sposata con l'ex ballerino Nicolas Le Riche e la coppia ha avuto due figli.